# نصري خطار
نصري خطار (1911 - 1998)، مهندس لبناني ومصمم حروفي، اشتهر بعد استنباطه ماسماه «الأبجدية الموحّدة» Unified Arabic ، وقد جعلها في كراس سماه «الأبجدية الموحدة لستهيل الحروف الهجائية».
اعتمد خطار على مبدأ الحروف القديمة المنفصلة بعضها عن بعض، فأعطى كل حرف من حروف الهجاء شكلا ً واحدا ً، بدل الأشكال المتعددة التي يأخذها حسب الرسم الحالي، مما ساهم في إنزال عدد أشكال الحروف إلى ثلاثة وثلاثين شكلا.

أما حروفه فقسم منها مأخوذ من صورة الحرف المنفصل، والقسم الآخر من صورة الحرف المتصل بغيره.

وقد سمى خطار طريقته في الكتابة: الأبجدية الموحدة. وقال انها صناعية اقتصادية توفر الورق، سهلة القراءة والتعلم، لكنها للطباعة فقط. أي تبقى الكتابة اليدوية كما هي.

تم توثيق حقوق الملكية لنصري خطار في الأبجدية الموحدة عام 1947 وتم نشرها عام 1957.

## من مؤلفاته
- الأبجدية الموحدة لتسهيل الحروف الهجائية – نصري خطار- 1947.
- شوف بابا شوف – نصري خطار- 1955